# ایستگاه راه‌آهن ایروان
ایستگاه راه‌آهن ایروان (ارمنی: Երևան երկաթուղային կայարան) ایستگاه مرکزی ایروان پایتخت جمهوری ارمنستان است.

## تاریخچه
در سال ۱۹۰۲ نخستین خط راه‌آهن که ایروان را به آلکساندراپول (گیومری) تفلیس تبیلیسی متصل می‌کند احداث شد و در سال ۱۹۰۸ نیز دومین خط راه‌آهن را که ایروان را به جلفا متصل می‌کند احداث شد.
ساختمان ایستگاه راه‌آهن در سال ۱۹۵۶ بنا شد و موزه ترابری ریلی ارمنستان در ۳۱ ژوئیه ۲۰۰۹ افتتاح شد.

## نگارخانه

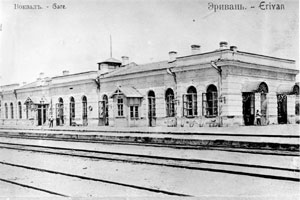
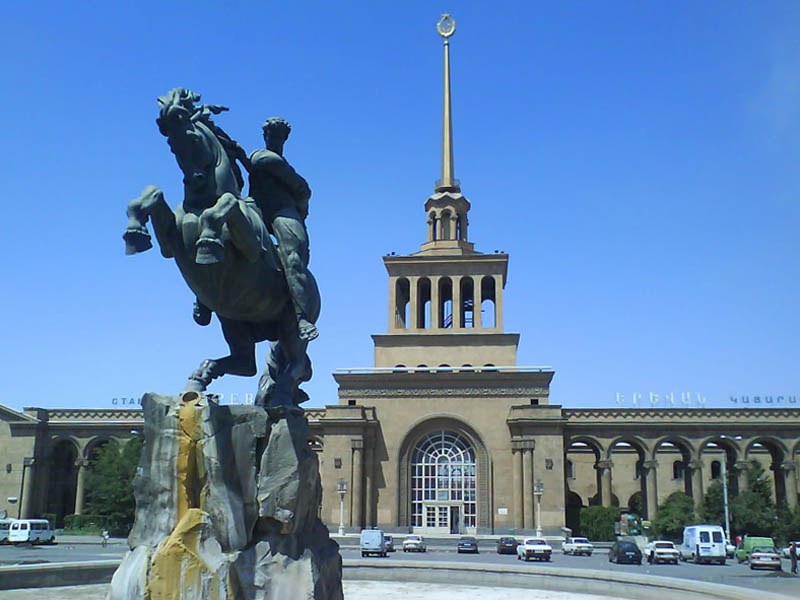
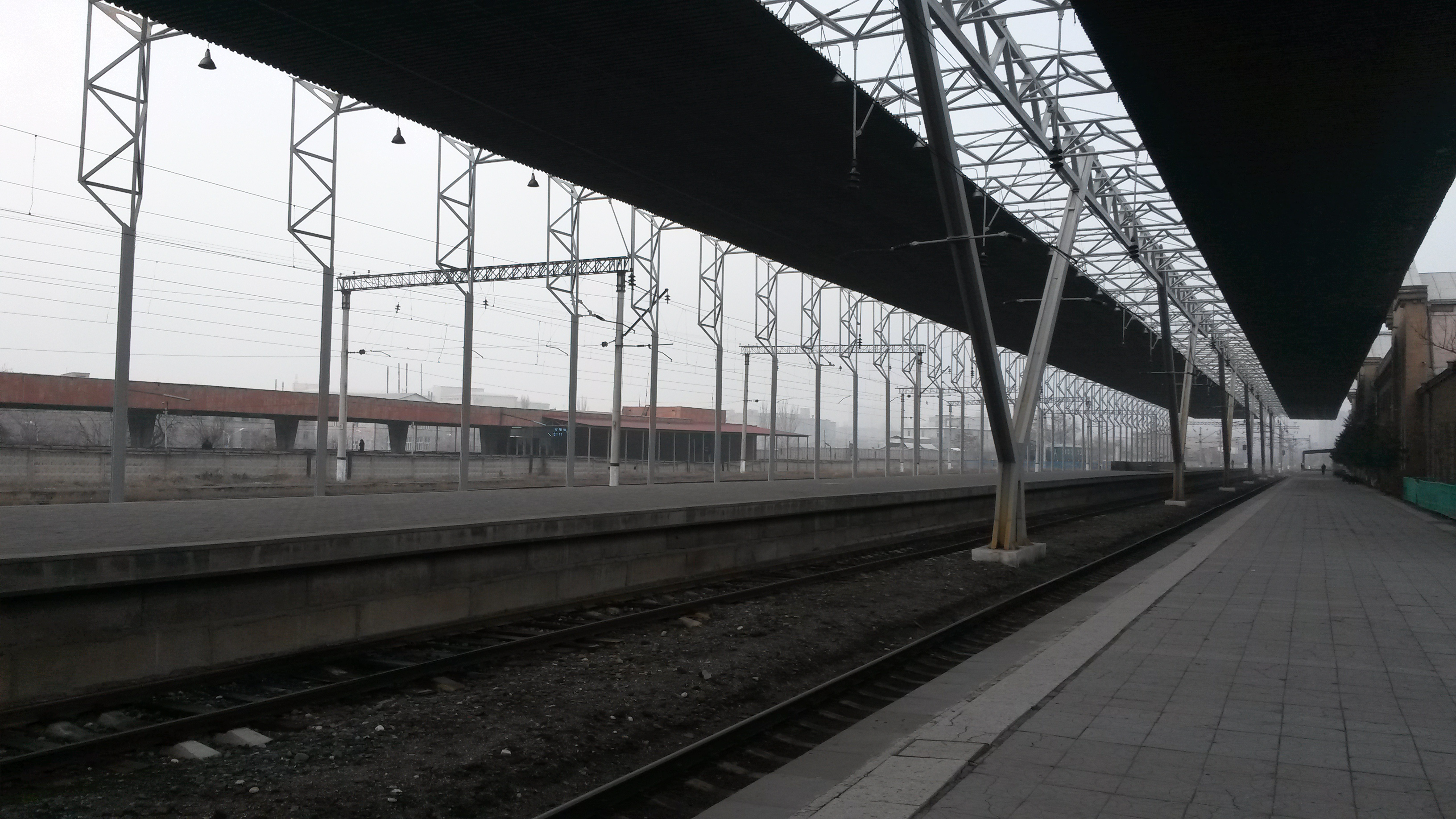
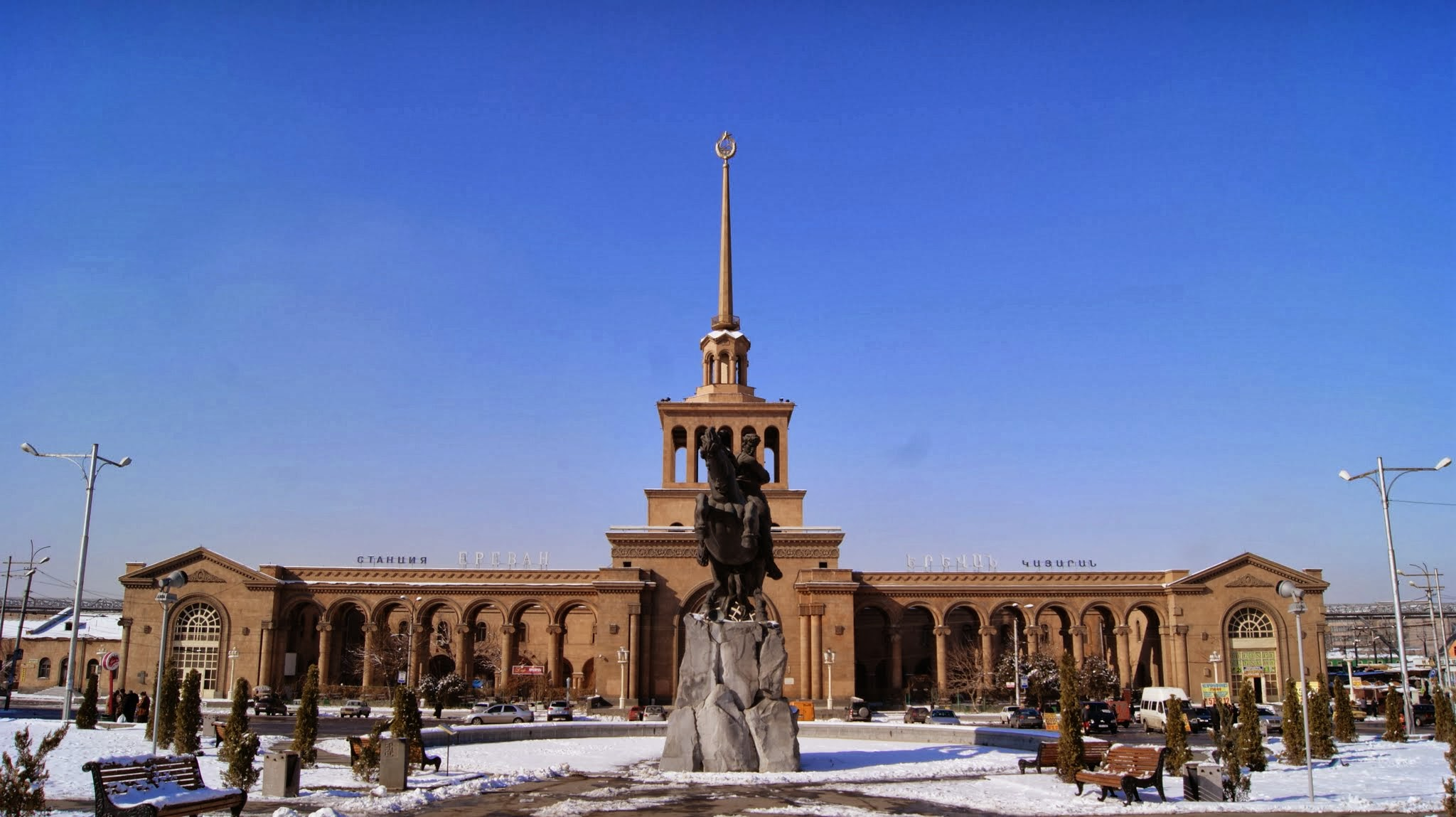

## قطارها
- ایروان — باتومی (در تابستان)
- ایروان — تفلیس (در زمستان)
- ایروان — ایستگاه راه‌آهن گیومری
- ایروان — آرارات، ارمنستان
- ایروان — آراکس
- ایروان — یراسخ